# Kweon Young-jun
Kweon Young-jun (koreanisch 권 영준; * 29. März 1987 in Cheongju) ist ein südkoreanischer Degenfechter.

## Erfolge
Kweon Young-jun begann in der siebten Klasse mit dem Fechten. 2010 gab der Rechtshänder sein internationales Debüt beim Weltcup in Montreal und wurde bereits nur zwei Jahre später mit der südkoreanischen Mannschaft in Wakayama Erster bei den Asienmeisterschaften. Ein Jahr darauf belegte er in Shanghai im Mannschaftswettbewerb den dritten Platz. In der Einzelkonkurrenz erreichte er sogar das Finale, musste sich dort aber dem Kasachen Elmir Alimschanow geschlagen geben. In der darauffolgenden Saison gelang ihm mit der südkoreanischen Mannschaft in Suwon erneut der Gewinn der Asienmeisterschaften sowie der Gewinn von Silber bei den Weltmeisterschaften in Kasan. Darüber hinaus vertrat er Südkorea bei den Asienspielen 2014 in Incheon, wo er mit Jung Jin-sun, Park Sang-young und Park Kyoung-doo die Goldmedaille gewann. 2015 wiederholte er bei den Weltmeisterschaften in Moskau den zweiten Platz in der Mannschaftskonkurrenz. Bei den Asienmeisterschaften 2015 in Singapur wurde er mit der Mannschaft wie schon 2013 Dritter. Erfolgreicher verliefen dann nochmals die Asienmeisterschaften 2017 in Hongkong, bei denen Kweon zum dritten Mal mit der Mannschaft Asienmeister wurde. Im Einzel stand er zum zweiten Mal im Finalkampf, den er aber erneut verlor, diesmal gegen den Kasachen Ruslan Kurbanow. In Bangkok schloss Kweon den Mannschaftswettbewerb der Asienmeisterschaften 2018 ebenso auf Platz drei ab wie kurz darauf auch bei den Asienspielen in Jakarta. Mit der Mannschaft belegte er bei den Weltmeisterschaften 2018 in Wuxi zum dritten Mal Rang zwei. 2019 wurde er mit der Mannschaft in Chiba Vizeasienmeister.
Bei den 2021 ausgetragenen Olympischen Spielen 2020 in Tokio war Kweon für zwei Wettbewerbe qualifiziert. Im Einzelwettbewerb schied er bereits in der ersten Runde gegen den Niederländer Bas Verwijlen mit 10:15 aus. In der Mannschaftskonkurrenz bildete Kweon mit Park Sang-young, Ma Se-geon und Song Jae-ho ein Team. Mit 44:39 setzten sie sich in der Auftaktrunde gegen die Schweizer Équipe durch, ehe gegen Japan im Halbfinale mit 38:45 eine Niederlage folgte. Im Duell um die Bronzemedaille trafen die Südkoreaner auf die chinesische Mannschaft und wurden dank eines 45:42-Erfolges schließlich Dritter. Bei den 2023 ausgetragenen Asienspielen 2022 in Hangzhou gewann er mit der Mannschaft erneut die Bronzemedaille.